# Krzysztof Gosiewski (lekkoatleta)
Krzysztof Gosiewski (ur. 30 maja 1988) – polski lekkoatleta specjalizujący się w biegach długodystansowych.
Złoty medalista mistrzostw Polski w biegu przełajowym na 10 kilometrów (Szczecin 2014) rozegranym w Krakowie.